# Gamma Hydri
Gamma Hydri (γ Hyi) – gwiazda w południowym gwiazdozbiorze okołobiegunowym Węża Wodnego, oddalona od Słońca o 214 lat świetlnych.

## Charakterystyka
Jest to czerwony olbrzym, gwiazda typu widmowego M. Wypromieniowuje 675 razy więcej energii od Słońca, ma temperaturę 3800 K, niższą niż temperatura fotosfery Słońca. Ma promień około 60 razy większy niż promień Słońca i masę 1,5–2 masy Słońca. Nie ma pewności, na jakim jest etapie ewolucji – w jej jądrze mogły się jeszcze nie zacząć lub już zakończyć reakcje syntezy helu w węgiel i tlen. W przyszłości odrzuci otoczkę i zakończy życie jako biały karzeł.